# Isaak Kaminer
Isaak Abramowitsch Kaminer (russisch Исаак Абрамович Каминер; * Mai 1834 in Lewkiw bei Schytomyr; † 4. April 1901 in Bern) war ein jüdischer Autor und Arzt. Er schrieb vor allem hebräische und jiddische satirische Gedichte und Elegien, in denen er Judenfeinde und Neureiche mit Spott überzog. Er ist auf dem Jüdischen Friedhof Bern beigesetzt.